# Ioan Sabău
Ioan Ovidiu Sabău (nacido el 12 de febrero de 1968 en Câmpia-Turzii) es un ex futbolista internacional rumano que debutó en Divizia A con U Cluj en 1986. Actualmente es el entrenador de Rapid Bucureşti.

## Carrera como jugador
Sabău ganó el título de liga con el Dinamo Bucureşti en 1990, antes de jugar varias temporadas en Holanda e Italia. A su regreso a Rumania fue al Rapid Bucureşti, donde ganó dos Ligas (1999, 2003) y una Copa (2002). Sabau hizo su debut con el equipo nacional en 1988 contra Israel. Formó parte del equipo que disputó la Copa Mundial de 1990 y la Eurocopa 1996. Después de una ausencia de dos años de la selección nacional volvió a jugar cinco partidos en 1999.
Fue considerado un importante miembro de la Generación de Oro de fútbol rumano, a pesar de perderse la Copa Mundial de 1994, donde llegó a Rumania los cuartos de final, debido a una lesión.

## Trayectoria

### Como futbolista
| Club               | País         | Año       |
| ------------------ | ------------ | --------- |
| Universitatea Cluj | Rumania      | 1985–1988 |
| ASA Târgu Mureş    | Rumania      | 1988      |
| Dinamo Bucureşti   | Rumania      | 1988–1990 |
| Feyenoord          | Países Bajos | 1990–1992 |
| Brescia Calcio     | Italia       | 1992–1996 |
| Reggiana           | Italia       | 1996–1997 |
| Brescia Calcio     | Italia       | 1997–1998 |
| Rapid Bucureşti    | Rumania      | 1998–2000 |
| Universitatea Cluj | Rumania      | 2000–2001 |
| Rapid Bucureşti    | Rumania      | 2001–2003 |
| Gaz Metan Mediaş   | Rumania      | 2004–2005 |

### Como entrenador
| Club                  | País    | Año              |
| --------------------- | ------- | ---------------- |
| Universitatea Cluj    | Rumania | 2003             |
| Gaz Metan Mediaş      | Rumania | 2003–2005        |
| Gloria Bistriţa       | Rumania | 2005–2009        |
| Politehnica Timişoara | Rumania | 2009–2010        |
| FCM Târgu Mureş       | Rumania | 2010–2011 y 2012 |
| Rapid București       | Rumania | 2012–2023        |
| FC Universitatea Cluj | Rumania | 2023–presente    |

## Palmarés
Dinamo Bucuresti
- Liga I: 1989–90
- Copa de Rumania: 1989–90

Feyenoord
- Copa de Holanda: 1990-91, 1991–92
- Supercopa de Holanda: 1991

Brescia
- Copa anglo-italiana: 1993-94

Rapid Bucuresti
- Liga I: 1998-99, 2002–03
- Copa de Rumania: 2001-02